# 尤拉科查湖 (坎柴略區)
11°53′45″S 75°50′31″W / 11.89583°S 75.84194°W
尤拉科查湖（Yuraqqucha），是秘魯的湖泊，位於該國中部胡寧大區，由豪哈省的坎柴略區負責管轄，處於維切科查湖以東，1995年該湖北端興建高3.5米的水壩。